# Made

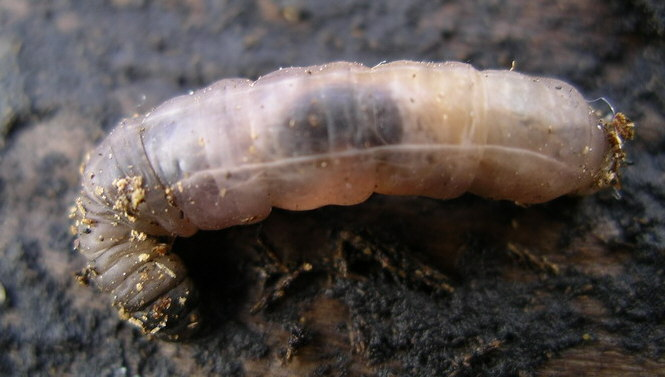
Eine Mückenlarve der Tipuloidea. Diese beinlosen Larven ohne erkennbare Kopfkapsel werden oft Maden genannt

Als Made bezeichnet man umgangssprachlich eine Larve der Zweiflügler, vor allem die der Fliegen. Die Maden der Fliegen zeichnen sich gegenüber allen anderen Insektenlarven durch das völlige Fehlen einer Kopfkapsel und von echten Gliedmaßen aus. Madenartige, also beinlose Larven kommen auch in vielen anderen Holometabola-Ordnungen vor, zum Beispiel bei Bienen, Ameisen oder Bockkäfern. Einige verwenden den Ausdruck Made für alle beinlosen Insektenlarven, andere nur für solche, die auch keine Kopfkapsel haben (acephal). Folgt man der zweiten Definition, sind die meisten Mückenlarven keine Maden, da sie eine Kopfkapsel besitzen. Meist sind nur die Fliegenlarven gemeint.
Einige Maden besitzen statt fehlender Beine Stummelfüße, mit denen sie sich über den Untergrund schieben können. Andere, im Substrat lebende Arten haben diese Fortbewegungsorgane völlig verloren und bewegen sich peristaltisch fort. Die Mundwerkzeuge von Fliegenmaden sind in der Regel zangenartige Mundhaken, die sich im Schlund befinden (Cephalopharyngealskelett, mit dem Schlundganglion). Der Körper wird von einer mehr oder weniger festen äußeren Cuticula gestützt. Oft laufen Fliegenmaden vorne spitz zu und sind hinten besonders breit.
Als Anpassung an verschiedene ökologische Ansprüche variieren die weiteren Merkmale der Maden stark. So gibt es unter ihnen Tiere, die im Schlamm oder Wasser leben und spezielle Atemröhren ausgebildet haben (siehe Mistbiene). Die Atemröhrchen (Tracheen) durchziehen den ganzen Körper und enden am hinteren Körperende. Somit können diese Maden gleichzeitig fressen und atmen, während sie kopfüber in den Nährstoffen stecken. Die Öffnungen (Stigmen) an den Atemröhren sind mit einem speziellen Verschlussmechanismus versehen, damit nicht Schmutz und Wasser ins Tracheensystem gelangen können.
Andere Maden besitzen starke Kieferhaken und leben wie die Käsefliegenmaden und die Fleischfliegenmaden als Aasfresser in verwesenden Leichen oder als Parasiten an oder in lebenden Tieren (Myiasis, Dasselfliegenmaden). Daher können sie auch gelegentlich gezielt in der Medizin eingesetzt werden (s. Madentherapie). Maden (u. ä. Larven) werden vielerorts (geröstet) gegessen; in Deutschland dienten sie zumindest früher aus Ludern, die man über Fischteichen befestigte, als Futter.
Mitunter treten Maden in großen Mengen auf, insbesondere als „Madenteppich“. In diesen Madenteppichen reiben die Tiere ständig aneinander, so dass zum einen spürbare Wärme und zum anderen ein hörbares Rauschen entsteht. Der Heerwurm ist eine enge Ansammlung sich gemeinsam fortbewegender Trauermückenlarven.
Zur Heilung von Entzündungen werden Fliegenmaden ebenfalls angewandt. Insbesondere bei chronischen Verletzungen bei Diabetikern können sie Wunden häufig besser und schneller reinigen als herkömmliche Mittel, wenn Entzündungen an schlecht durchbluteten Stellen auftreten, wo Antibiotika in unzureichender Dosierung eingesetzt werden.